# Åmli
Åmli è un comune norvegese della contea di Agder.